# Filmteknikens historia
Filmteknikens historia börjar lika tidigt som kameran uppfanns. Det har aldrig funnits en enskild uppfinnare av film till vad vi ser det som idag utan det är en stor grupp med uppfinnare som gjort flera framsteg i tekniken.

## Film (format)

Storleksjämförelse mellan följande 35mm-format (uppifrån och ned): Normalbild, vidbild, Cinemascope, Super 35 och Techniscope.

Thomas Edison var först med att konstruera 35mm som blev standard inom filmindustrin snabbt. Dessa var gjorda av celluloid och det var en stor nackdel eftersom risken för brand var stor. Fastnade filmen i projektorn behövde man vara snabb att kapa den eftersom filmen snabbt börjar brinna av lampans värme. Under tidigt 50-tal valde man att ta bort nitratfilmen och ersätta med film med acetat istället. Det nya formatet hade betydligt svårare att brinna, men till priset att efter cirka 20-30 år (under dåliga förhållanden) så tenderar färgfilmer att blekna och till sist bli vinäger. På 90-talet valde man att göra 35mm kopior på polyesterbas medan negativen fortfarande har samma standard.
På 50-talet började påbörjade Todd-AO arbetet med att spela in film på 65mm för att sedan distribueras på 70mm, ett dubbelt så brett format som 35mm. 2.20:1 var standard när det gäller bildförhållande med sfäriska objektiv samt fem perforeringar, bildfrekvensen låg på 30 bilder per sekund och upp till sex ljudkanaler kunde finnas på en kopia. Formatet introducerades redan 1929 som Fox Grandeur varav första filmen som spelades in i det formatet var Mot lyckans land från 1930. Även filmer som från första början är inspelade på 35mm har distribuerats på 70mm.
År 1963 introducerades Techniscope av Technicolor. Standarden var två perforeringar per bildruta med sfäriskt objektiv, vilket gav ett bildförhållande av cirka 2.33:1. Formatet gav upphov till ett billigare alternativ än anamorfisk 35mm till priset av en mindre skarp bild. Flera av Sergio Leones filmer, däribland Den gode, den onde, den fule och Harmonica – en hämnare, sköts i Techniscope.
Under 60-talet blev det vanligt med 16mm-film i små och independentproduktioner, därigenom fick det namnet smalfilm. Formatet hade en högre brusnivå och lägre skärpa än 35mm, men billigt och enkelt att använda sig av vilket gjorde det populärt bland amatörfilmare. Det förekom att man även sköt TV-produktioner i 16mm men under 80-talet blev Betacam vanligare.
År 1999 visades Star Wars: Episod I – Det mörka hotet upp på biografer som blev den första filmen med digital projicering. Totalt var två biografer i USA utrustade med D-ILA projektorer som visade upp filmen i digital form vid premiären.

## Kameror och objektiv

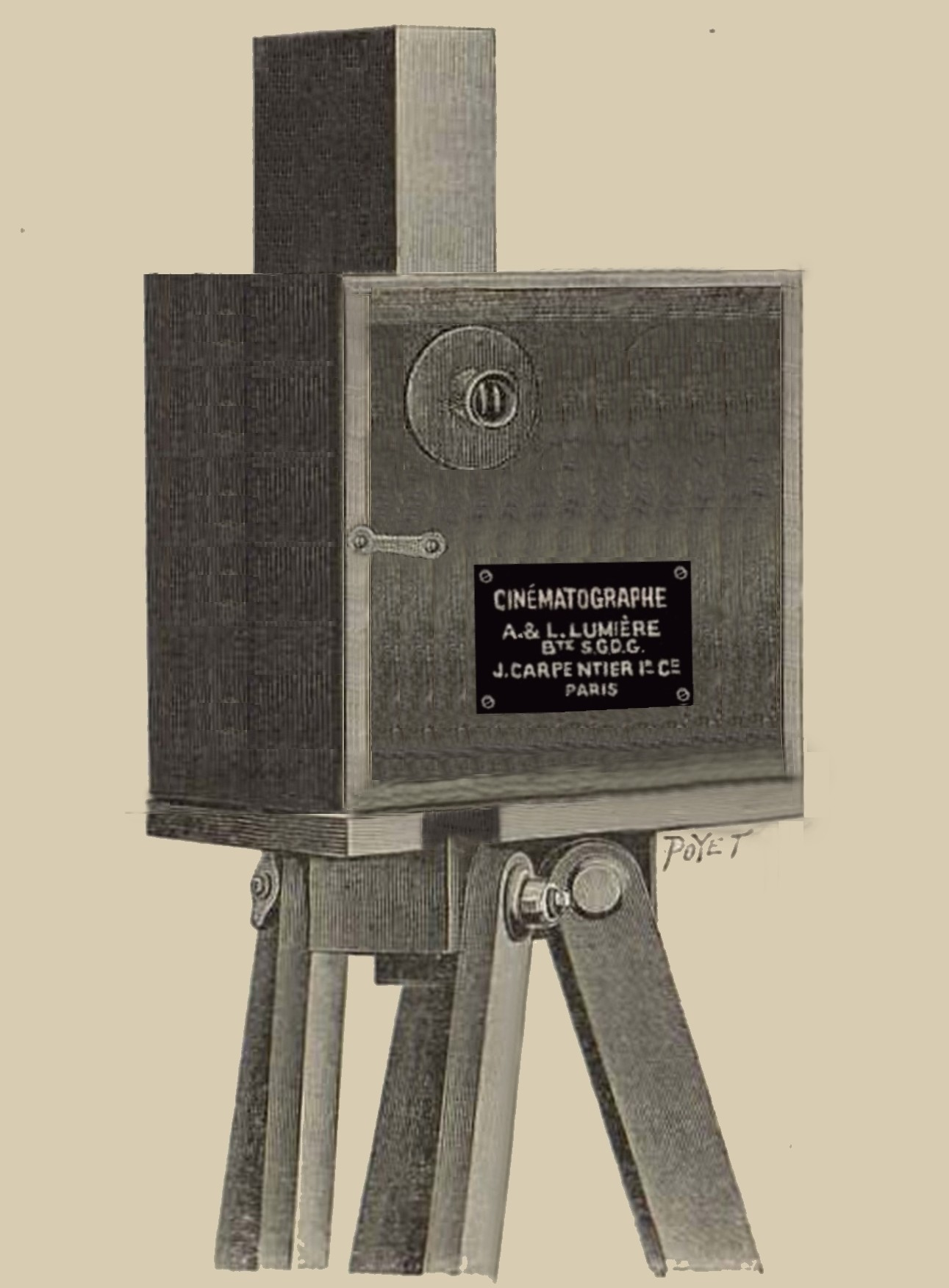
Bröderna Lumiéres kamera.

Thomas Edison konstruerade Kinetoskopet år 1888. Hans kamera spelade in i 46 bilder per sekund och med den höga bildfrekvensen begränsades inspelningarna till att endast bli 16 sekunder långa. Filmerna visades upp i Kinetoskop som fanns på gator och torg.
Den första kameran som man anser vara grunden till den moderna filmkameran var Cinematografen som utvecklades av de franska bröderna Lumiére år 1895. Bildfrekvensen låg på 16 bilder per sekund vilket gjorde att man kunde spela in i 50 sekunder på lika mycket film som i exemplet med Kinetoskopet. Det var för första gången som man kunde spela in film med stadig bild, bra kontrast och ljusstyrka samt att filmerna sedan projicerades vilket gjorde det möjligt för flera åskådare att beskåda filmerna samtidigt.
Under stumfilmstiden var bilduppdateringsfrekvensen varierande mellan olika kameror och produktioner, oftast mellan 16 och 20 bilder per sekund. För ljudfilm började man spela in i 24 bilder per sekund och är fortfarande standard. I samband med att ljudspåret lades till på filmkopian innanför perforeringen blev bilden också något smalare, 1.19:1 (istället för tidigare standard 1.33:1), för tidiga ljudfilmer.
År 1932 sattes standarden för normalbild (academy ratio) av Academy of Motion Picture Arts and Sciences. En bildruta hade bildförhållandet 1.37:1 vilket krävde fyra perforeringar och hade ett mått av 22*16mm.
År 1952 bestämde sig filmbolagen för att använda sig av bredare bildförhållanden eftersom många biobesökare vände sig mot tv-marknaden. Det första försöket var Cinerama, som spelades in i Cinemiracle, vilket påminner om Gances triptyk i filmen Napoleon. Tre kameror spelade in parallellt bredvid varandra som skapade en gemensam bred bild, ungefärligen 2.6:1, som projicerades med tre projektorer samtidigt. Dock var det mycket dyrt att spela in på så sätt och svårt att synkronisera projektorerna. På 60-talet valde man att spela in på en ensam 70mm-kamera och projicera med en projektor för det formatet också vilket var både billigare och enklare samtidigt som bilden blev lika bred och nästan lika skarp.
Året därpå bestämde sig Paramount och 20th Century Fox för att skapa två egna framsteg i bildförhållanden. Paramount valde att spela in film där negativen blev 1.37:1 som sedan skars ner vertikalt för att bli 1.85:1. Kompositionen var också anpassad för det bildförhållandet. Den första filmen i det formatet var Mannen från vidderna.
20th Century Fox valde istället att konstruera ett anamorft objektiv som fångade ett bredare fält på samma yta för att kunna utnyttja hela upplösningen för 35mm. Formatet kallades Cinemascope och hade ett bildförhållande på 2.55:1 där även anamorft objektiv för projicering krävdes för att kunna förvränga bilden till dess korrekta bildförhållande. Den första filmen i Cinemascope var Den purpurröda manteln, men det spelades även in en version i 1:37:1.
CinemaScope nyttjade från början hela bredden på filmens yta tack vare att ljudet lagrades på magnetspår utanför perforeringen. År 1955 introducerades optiskt ljud även vid CinemaScope där ljudspåren tog upp en del av ytan och gav därigenom ett bildförhållande motsvarande 2.35:1.
Det utvecklades alternativa versioner av Cinemascope i olika länder, bland annat Megascope (England), Tohoscope (Japan) och Sovscope (Sovjetunionen). Även en svensk variant, Agascope, gjordes för Svensk filmindustri där Sången om den eldröda blomman blev den första filmen i det formatet.
År 1953 grundades Panavision, ett företag som från början försökte konkurrera mot Cinemascope genom att utveckla ett likvärdig objektiv och snabbt blev ledarna i filmindustrin med deras kamerautrustning som fortfarande används i produktioner världen över. I likhet med CinemaScope var bildförhållandet 2.35:1 men justerades år 1971 till 2.39:1 för att undvika synliga skarvar.

## Ljud
Det gjordes flera försök att skapa ljudfilm innan det blev standard. Under tidigt 1900-tal försökte man synkronisera filmen som visades med en grammofonskiva som tillsammans skapade både rörlig bild och ljud. Inga kommersiella filmer gjordes med den tekniken dock. Istället för att synkronisera ett ljudmedium med filmmedium beslöt man sig för att sätta ihop båda till ett och samma format. Detta gjorde man med hjälp av att lägga till ljudspår på filmremsan. Ljudet lagrades optiskt bredvid bilden och vid uppspelning användes en optisk avläsare där det resulterade ljudet baserades på den mängden ljus som flödade genom ljudspåret.
Den första långfilmen som spelades in i ljud var Jazzsångaren (1927) som producerades och distribuerades av Warner Brothers. Ljudet var dock begränsat till några få dialoger och musikframträdanden.
Ett problem med ljudfilm var språken, på stumfilm behövde man endast byta ut mellantexterna för att översätta filmen men då ett visst språk talas är det svårt att få andra att förstå den som inte kan språket. Vissa filmer spelades in flera gånger med olika språk men i en del europeiska länder såsom Tyskland och Frankrike blev det vanligare att man dubbade filmer. I Sverige såg man det som ett ekonomiskt problem och valde att översätta filmerna med undertexter eftersom kostnaden för det är oftast 90-95% billigare än en dubbning. Än idag är det vanligt i många europeiska länder att dubbade versioner av filmer visas på biografer.
Disneys långfilm Fantasia (1940) blev den första filmen i flerkanalsljud. Den använde sig av ett trekanalssystem som var utvecklat av RCA men på grund av brist på biografer med stöd för tekniken visades filmen med monospår fram tills 1956 då den restaurerades. Under 50-talet började man mixa och bearbeta ljudet på magnetband, vilket i jämförelse mot optiskt ljud hade betydligt lägre brusgolv och bättre frekvensrespons men hade nackdelen att man inte kunde se ljudet på det sättet man kan med optiskt när man arbetar med det. Visningskopior magnetspår för fyra kanaler förekom och på 70mm var sex-kanaligt magnetspår standard.
År 1965 grundades företaget Dolby Laboratories i London av Ray Dolby. Det var ett ljudteknikföretag som började med att utveckla en brusreduceringsprocessor som användes först år 1971 till Stanley Kubricks film A Clockwork Orange. Brusreduceringen gjorde ljudet rikare och mer centrerat, trots att inspelningarna fortfarande gjordes i mono. År 1975 introducerades Dolby Stereo av samma bolag som innehöll två optiska ljudspår istället för ett. Under 80-talet introducerades Dolby Surround där ljudspåret lagrades i två kanaler för att sedan avkodas till fyra diskreta kanaler vid visning. 
Under början av 90-talet kom digitala ljudformat att bli standardiserade för biofilm. Sony införde Sony Dynamic Digital Sound som nyttjade utrymmet utanför perforeringen för åtta ljudkanaler. Formatet blev aldrig någon hit. Dolby introducerade i samma veva Dolby Digital, som till en början gick under namnet AC-3 (vilket var namnet på dekoderprotokollet). Dolby Digital använde ursprungligen sex kanaler varav en av dem för bashögtalaren och ljudspåret låg lagrat mellan perforeringarna. Den första långfilmen med Dolby Digital var Batman Returns (1992). Året därpå introducerades DTS som var tekniskt sett snarlikt system som Dolby Digital men vid biografvisning lagrades ljudspåret på CD-skivor. På visningskopian fanns tidskoder mellan bilden och det optiska ljudspåret som användes för att synkronisera ljud och bild. Spielbergs Jurassic Park (1993) var den första långfilmen med DTS.

## Färg och monokromt
En vanlig uppfattning är att äldre filmer är monokroma (svartvitt), men sanningen är inte riktigt så enkel. Pathé införde Pathécolor redan år 1903 där färger ritades på filmen för hand efter att den hade blivit framkallade. På 1910-talet förekom att man gjorde färgtint och färgtoner. Tintning uppnåddes genom att ha filmen i en färgvätska som i sin tur gjorde att hela gråskalan ersattes med den specifika färgen. Vid toning användes en process som inverterade silversalterna i filmen och därefter blev enbart svärtan, låg- och mellandagrar tonade mot den specifika färgen med högdagrar och vitt fortfarande var monokroma. 
George Albert Smith utvecklade Kinemacolor i England år 1906 som var det första lyckade försöket att skapa färgfilm. Det var en additiv färgblandning av två primörer (rött och grönt) som användes för att få skapa färgskala. A Visit to the Sea Side (1908) var den första produktionen i Kinemacolor.
År 1914 grundades Technicolor av Daniel Frost Comstock, Hebert T. Kalmus och W. Burton Wescott som oftast anses vara de största pionjärerna inom färgfilmen. Det var först år 1917 som de började samarbeta med filmindustrin och den första filmen som spelades in i Technicolor var The Gulf Between, gjord samma år. Det är också den enda filmen av Technicolor som använder sig av endast två primärfärger (rött och grönt). Alla deras övriga produktioner har använt sig av rött, grönt och blått som additiv färgblandning.
Den första svenska filmen i färg var Klockorna i Gamla Sta'n (1946), då användes tvåfärgssystemet Cinecolor.
År 1950 introducerades Eastmancolor av Kodak som enbart använde en filmremsa för alla tre primärfärgerna, till skillnad från Technicolor där det ingående ljuset delades upp i en prisma och därefter fångades på tre filmremsor.